# DR1
DR1 (англ. Down-regulator of transcription 1) – білок, який кодується однойменним геном, розташованим у людей на короткому плечі 1-ї хромосоми.  Довжина поліпептидного ланцюга білка становить 176 амінокислот, а молекулярна маса — 19 444.
| 10         |  | 20         |  | 30         |  | 40         |  | 50         |
| ---------- |  | ---------- |  | ---------- |  | ---------- |  | ---------- |
| MASSSGNDDD |  | LTIPRAAINK |  | MIKETLPNVR |  | VANDARELVV |  | NCCTEFIHLI |
| SSEANEICNK |  | SEKKTISPEH |  | VIQALESLGF |  | GSYISEVKEV |  | LQECKTVALK |
| RRKASSRLEN |  | LGIPEEELLR |  | QQQELFAKAR |  | QQQAELAQQE |  | WLQMQQAAQQ |
| AQLAAASASA |  | SNQAGSSQDE |  | EDDDDI     |  |            |  |            |

A: Аланін

C: Цистеїн

D: Аспарагінова кислота

E: Глутамінова кислота

F: Фенілаланін

G: Гліцин

H: Гістидин

I: Ізолейцин

K: Лізин

L: Лейцин

M: Метіонін

N: Аспарагін

P: Пролін

Q: Глутамін

R: Аргінін

S: Серин

T: Треонін

V: Валін

W: Триптофан

Кодований геном білок за функціями належить до репресорів, фосфопротеїнів. 
Задіяний у таких біологічних процесах як транскрипція, регуляція транскрипції, поліморфізм, ацетиляція. 
Білок має сайт для зв'язування з ДНК. 
Локалізований у ядрі.